# Паризький договір (1259)
Паризький договір 1259 — договір, укладений 4 грудня 1259 в Парижі між королем Франції Людовиком IX і королем Англії Генріхом III.
Згідно з цією угодою, Генріх відмовився від контролю над Нормандським герцогством (крім Нормандських островів), та графствами Мен, Анжу і Пуату. Натомість французи відмовлялися від прав на Сентонж, а англійський король отримав права як васал Людовика на території Гасконі і частині Аквітанії, а також підтримку Людовика на бунтівних англійських територіях.
Фактично ця угода означала, що англійські королі як і раніше залишалися французькими васалами (правда, тільки на території Франції). Договір не сприяв виникненню дружніх відносин між двома країнами. Деякі історики навіть стверджують, що він став однією з причин Столітньої війни.